# James Browne (Politiker)

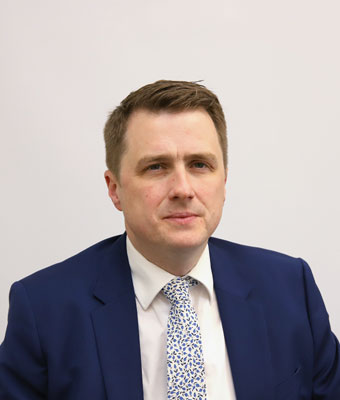
James Browne (2020)

James Browne (* 15. Oktober 1975 in Wexford, County Wexford, Irland) ist ein irischer Politiker der Fianna Fáil (FF).

## Leben
James Browne ist der einzige Sohn des Politikers John Browne, der ebenfalls für die Fianna Fáil im Dáil Éireann saß und unterschiedliche Staatsministerposten innehatte. Auch sein Großonkel Seán Browne war Teachta Dála.
Nach der Schulausbildung studierte Browne Hotelmanagement am Dublin Institute of Technology. Dann schloss sich ein Studium der Rechtswissenschaften am Waterford Institute of Technology und am University College Cork. Er wurde als Rechtsanwalt im King’s Inn zugelassen. Vom Gemeinderat von Enniscorthy in den Jahren 2009 bis 2014 setzte er seine politische Karriere erfolgreich im Wexford County Council fort. Bei den Wahlen 2016 folgte er seinem Vater im Wahlkreis Wexford nach. Bei den Wahlen 2020 konnte er den Sitz verteidigen.
Am 2. September 2020 wurde James Browne als Staatsminister für Rechtsreform in der Regierung Martin I ernannt. Während der Mutterschaft und Elternzeit von Helen McEntee wurde sein Aufgabenbereich um die Zivilgerichtsbarkeit und Einwanderung erweitert. Beim Wechsel der Regierungsgeschäfte auf Leo Varadkar behielt er den Posten bei.
James Browne ist verheiratet und hat mit seiner Frau zwei Kinder.